# Oust (Ariège)
Oust település Franciaországban, Ariège megyében. Lakosainak száma 574 fő (2022. január 1.). Oust Ercé, Seix, Soueix-Rogalle, Soulan és Ustou községekkel határos.

## Népesség
A település népességének változása:
| Lakosok száma | 410  | 503  | 449  | 530  | 545  | 534  | 545  | 555  | 562  | 574  |
|               | 1968 | 1982 | 1990 | 2006 | 2013 | 2015 | 2017 | 2019 | 2020 | 2022 |